# Мец Теси
Мец Теси (на френски: Metz-Tessy) е бивше селище в департамента От Савоа на регион Рона-Алпи, югоизточна Франция. На 1 януари 2016 г. то е слято в новата градска община Епани Мец Теси.
Мец Теси е предградие на Анси, разположено на 4 km северно от центъра на града. Селището е известно от края на XVII век, когато е част от територията на Савойскота херцогство. Присъединено е към Франция през 1860 година. До 1935 година носи името Мец, но е преименувано, заради грешки при доставянето на пощата, тъй като името съвпада с това на големия град Мец.